# Сланоягодник прямостоячий
Сланоя́годник прямостоя́чий (лат. Haloragis erecta) — типовой вид рода Сланоягодник (лат. Haloragis) семейства Сланоягодниковые (лат. Haloragaceae). Эндемик Новой Зеландии, встречается на высоте до 500 м над уровнем моря. Листья супротивные, шероховато-зубчатые. Стебли красноватые, квадратные в сечении. Семена растения были привезены в Англию в начале 1778 года и выращивались в Королевских ботанических садах Кью.